# Great Smeaton
Great Smeaton – wieś w Anglii, w hrabstwie North Yorkshire, w dystrykcie (unitary authority) North Yorkshire. Leży 59 km na północny zachód od miasta York i 337 km na północ od Londynu.